# فيروخ إفريقي
فيروخ أفريقي (الاسم العلمي:Chelidoperca africana) (بالإنجليزية: African perchlet)‏ هو نوع من الأسماك يتبع جنس الفيروخ من الفصيلة القرفصية.